# ニコライ・グルーベ
ニコライ・グルーベ（Nikolai Grube、1962年-）は、ドイツのマヤ碑文研究者。マヤの王統やマヤ文字に関する研究がある。

## 略歴
グルーベはボンで生まれた。1982年にハンブルク大学に入学し、マヤ土器銘文の「主テキスト」と呼ばれる部分の解釈で1985年に修士の学位を得た。さらに時代によるマヤ文字の変遷の論文によって1989年に博士の学位を得た。
その後はボン大学に移り、1992年から1995年までドイツ研究振興協会の助成を得てクルソブ (英語) の口承を調査し、また グアテマラ、メキシコ、ベリーズ、ホンジュラスで研究を行った。1999年に教授資格とドイツ研究振興協会のハイゼンベルク奨励金を得た。2000年から2004年までテキサス大学オースティン校で教えた。2004年にボン大学の教授に就任し、アメリカ人類学を教えている。
グルーベは現代のマヤのシャーマンの儀式を学び、ユカテコ語を流暢にあやつるという。『古代マヤ王歴代誌』は、1973年にリンダ・シーリーとピーター・マシューズによってはじめられたマヤの歴代誌作成の作業を11の国家について行った意欲的な著書である。

## 主な著作
- Maya: Gottkönige im Regenwald. Könemann. (2000). ISBN 382901564X
  - 英語訳： Maya: Divine Kings of the Rainforest. Könemann. (2001). ISBN 3829041500 ほかにスペイン語やフランス語に翻訳されている。
- Chronicle of the Maya Kings and Queens: Deciphering The Dynasties of the Ancient Maya. Thames & Hudson. (2000). ISBN 0500051038（サイモン・マーティンと共著）
  - 日本語訳：中村誠一監修、長谷川悦夫・徳江佐和子・野口雅樹 訳『古代マヤ王歴代誌』創元社、2002年。ISBN 9784422215174。
- Die Maya: Schrift und Kunst. DuMont. (2006). ISBN 3832176888（Maria Gaida と共著）
- Der Dresdner Maya-Kalender: Der vollständige Codex. Herder. (2012). ISBN 3451333325